# Karl Ludwig von Hintzenstern
Karl Ludwig Hintzen (* 1736 in Pommern; † 6. März 1811 in Barth), 1753 geadelt zu von Hintzenstern,  war ein schwedischer Generalmajor.

## Leben
Karl Ludwig Hintzen trat 1751 in Stralsund in das Infanterieregiment „Posse“ ein. Zusammen mit seinen drei Brüdern wurde er am 5. Dezember 1753 in Wien unter dem Namen von Hintzenstern in den Reichsadelsstand erhoben. Später trat er in französische Dienste. 1761 kehrte er in die schwedische Armee zurück. 1762 gehörte er als Leutnant der Infanterie aus Åbo län an und wurde im selben Jahr zum Hauptmann befördert. 1772 wurde er zum Ritter des Schwert-Ordens ernannt, zum Major befördert und in den schwedischen Adel aufgenommen. 1772 wurde er Oberstleutnant. Im selben Jahr erhielt er eine Stelle als Major im Leibregiment der Königin. 1773 war er Kommandant in Wismar. Die Beförderung zum Oberst fand 1786 statt. 1795 wurde er zum Generalmajor ernannt. 1808 nahm er seinen Abschied vom Militär.

## Familie
Aus seiner Ehe mit einer Frau von Both entstammten drei Töchter:
- Fredrica
- Lisette ⚭ N.N. Homeijer
- Sophia († 1812) ⚭ Freiherr Karl Heinrich Boije af Gennäs (1774–1851)[3]

Mit seiner zweiten Frau Maria Sophia von Plessen hatte er eine Tochter.
- Maria († 4. Mai 1806)[4] ⚭ Gustav von Ferber (1773–1799), Herr auf Thurow